# Rodolfo Dubó
Rodolfo Dubó Segovia, né le 11 septembre 1953 à Punitaqui au Chili, est un footballeur international chilien qui évoluait au poste de milieu de terrain.

## Biographie

### Carrière en club
Rodolfo Dubó joue principalement en faveur du CD Palestino et de l'Universidad de Chile.
Il dispute un total de 389 matchs en première division chilienne, inscrivant 25 buts. Il réalise sa meilleure performance lors de la saison 1977, où il inscrit six buts.
Il remporte au cours de sa carrière un titre de champion du Chili, et deux Coupes du Chili.
Rodolfo Dubó joue également onze matchs en Copa Libertadores.

### Carrière en équipe nationale
Rodolfo Dubó joue 46 matchs en équipe du Chili, inscrivant trois buts, entre 1977 et 1985.
Il figure dans le groupe des sélectionnés lors de la Coupe du monde de 1982. Lors du mondial organisé en Espagne, il joue trois matchs : contre l'Autriche, l'Allemagne, et l'Algérie.
Rodolfo Dubó participe également aux Copa América de 1979 et de 1983. Il atteint la finale de la Copa América en 1979, en étant battu par le Paraguay.

## Palmarès
Palestino
- Championnat du Chili (1) :
  - Champion : 1978.
  - Vice-champion : 1986.

- Coupe du Chili (2) :
  - Vainqueur : 1975 et 1977.